# Albumy numer jeden w roku 1966 (USA)
Lista najlepiej sprzedających się albumów w Stanach Zjednoczonych w 1966 tworzona przez magazyn „Billboard” na podstawie Billboard 200.

## Historia notowania
| Data publikacji | Album                                 | Artysta                           |
| --------------- | ------------------------------------- | --------------------------------- |
| 1 stycznia      | Whipped Cream and Other Delights      | Herb Alpert's Tijuana Brass       |
| 8 stycznia      | Rubber Soul                           | The Beatles                       |
| 15 stycznia     | Rubber Soul                           | The Beatles                       |
| 22 stycznia     | Rubber Soul                           | The Beatles                       |
| 29 stycznia     | Rubber Soul                           | The Beatles                       |
| 5 lutego        | Rubber Soul                           | The Beatles                       |
| 12 lutego       | Rubber Soul                           | The Beatles                       |
| 19 lutego       | Whipped Cream and Other Delights      | Herb Alpert's Tijuana Brass       |
| 26 lutego       | Whipped Cream and Other Delights      | Herb Alpert's Tijuana Brass       |
| 5 marca         | Going Places                          | Herb Alpert and His Tijuana Brass |
| 12 marca        | Ballad of the Green Berets            | Barry Sadler                      |
| 19 marca        | Ballad of the Green Berets            | Barry Sadler                      |
| 26 marca        | Ballad of the Green Berets            | Barry Sadler                      |
| 2 kwietnia      | Ballad of the Green Berets            | Barry Sadler                      |
| 9 kwietnia      | Ballad of the Green Berets            | Barry Sadler                      |
| 16 kwietnia     | Going Places                          | Herb Alpert and His Tijuana Brass |
| 23 kwietnia     | Going Places                          | Herb Alpert and His Tijuana Brass |
| 30 kwietnia     | Going Places                          | Herb Alpert and His Tijuana Brass |
| 7 maja          | Going Places                          | Herb Alpert and His Tijuana Brass |
| 14 maja         | Going Places                          | Herb Alpert and His Tijuana Brass |
| 21 maja         | If You Can Believe Your Eyes and Ears | The Mamas & the Papas             |
| 28 maja         | What Now My Love                      | Herb Alpert and the Tijuana Brass |
| 4 czerwca       | What Now My Love                      | Herb Alpert and the Tijuana Brass |
| 11 czerwca      | What Now My Love                      | Herb Alpert and the Tijuana Brass |
| 18 czerwca      | What Now My Love                      | Herb Alpert and the Tijuana Brass |
| 25 czerwca      | What Now My Love                      | Herb Alpert and the Tijuana Brass |
| 2 lipca         | What Now My Love                      | Herb Alpert and the Tijuana Brass |
| 9 lipca         | What Now My Love                      | Herb Alpert and the Tijuana Brass |
| 16 lipca        | What Now My Love                      | Herb Alpert and the Tijuana Brass |
| 23 lipca        | Strangers in the Night                | Frank Sinatra                     |
| 30 lipca        | Yesterday and Today                   | The Beatles                       |
| 6 sierpnia      | Yesterday and Today                   | The Beatles                       |
| 13 sierpnia     | Yesterday and Today                   | The Beatles                       |
| 20 sierpnia     | Yesterday and Today                   | The Beatles                       |
| 27 sierpnia     | Yesterday and Today                   | The Beatles                       |
| 3 września      | What Now My Love                      | Herb Alpert and The Tijuana Brass |
| 10 września     | Revolver                              | The Beatles                       |
| 17 września     | Revolver                              | The Beatles                       |
| 24 września     | Revolver                              | The Beatles                       |
| 1 października  | Revolver                              | The Beatles                       |
| 8 października  | Revolver                              | The Beatles                       |
| 15 października | Revolver                              | The Beatles                       |
| 22 października | The Supremes A' Go-Go                 | The Supremes                      |
| 29 października | The Supremes A' Go-Go                 | The Supremes                      |
| 5 listopada     | Doctor Zhivago                        | Ścieżka dźwiękowa                 |
| 12 listopada    | The Monkees                           | The Monkees                       |
| 19 listopada    | The Monkees                           | The Monkees                       |
| 26 listopada    | The Monkees                           | The Monkees                       |
| 3 grudnia       | The Monkees                           | The Monkees                       |
| 10 grudnia      | The Monkees                           | The Monkees                       |
| 17 grudnia      | The Monkees                           | The Monkees                       |
| 24 grudnia      | The Monkees                           | The Monkees                       |
| 31 grudnia      | The Monkees                           | The Monkees                       |